# John Babcock
John Henry Foster "Jack" Babcock (Ontario, 23 juli 1900 - 18 februari 2010) was op 109-jarige leeftijd, de laatste Canadese veteraan van de Eerste Wereldoorlog sinds het overlijden van Dwight Wilson op 9 mei 2007. Aan het front is hij nooit geweest, maar hij kreeg wel een gevechtsopleiding in het Verenigd Koninkrijk. Hij staat ook bekend als de laatste kindsoldaat van Canada: hij ging het leger in toen hij 15 was.

## Voor de Eerste Wereldoorlog
Babcock werd geboren in Frontenac County, Ontario, op een boerderij in een gezin met 13 kinderen. In 1906 stierf zijn vader door een ongeluk tijdens het houthakken, hij werd geraakt door een omvallende boom en stierf twee uur later. Babcock was niet in school geïnteresseerd, hij ging liever vissen.

## Tijdens de Eerste Wereldoorlog
De 'Grote Oorlog' begon toen Babcock 13 jaar oud was. Hij wilde graag meedoen in die oorlog, ongeacht het gevaar. Toen hij 15 jaar was, kwamen een luitenant en een sergeant van het Canadese leger in zijn dorp om soldaten werven. Het leger had nieuwe soldaten nodig vanwege grote verliezen aan het front in Frankrijk. De functionarissen vroegen hem of hij bij het leger wilde, hoewel ze konden zien dat hij nog veel te jong was. Na de keuring kwam men tot de conclusie dat hij een goede conditie had, maar dat hij nog lang geen 19 jaar was. Babcock kon wel al in dienst komen om opgeleid worden tot hij de juiste leeftijd had, maar daar had hij helemaal geen zin in. Toen hij hoorde dat er een schip zou vertrekken naar het Verenigd Koninkrijk aarzelde hij geen moment, zei hij dat hij 18 jaar was, en wist op de boot te komen. Hij werd naar Liverpool overgebracht waarna hij 8 uur per dag trainde met 1300 anderen, waarvan een derde al aan het front had gezeten. De Canadese regering werd echter door politieke problemen gedwongen om alle jongens onder de leeftijd van 19 jaar onmiddellijk terug te halen van het front, Babcocks kansen om daar te komen waren daardoor dus voorlopig verkeken. Hij kon wel blijven trainen in een juniorafdeling van het leger. Tijdens verlof ging hij naar Schotland waar hij zijn eerste vriendin ontmoette: een meisje uit het Women's Army Auxiliary Corps van het Britse leger. Hij kwam daar ook in aanraking met oorlogsveteranen die hem verhalen vertelden over het front. Spoedig daarna was de oorlog afgelopen. Jaren later vertelde Babcock dat hij graag aan het front zou hebben gevochten als hij de kans had gekregen. Omdat hij nooit aan het front is geweest vond hij zichzelf geen veteraan en daarom is hij ook nooit naar herdenkingsceremonies geweest.

### Oorlogservaringen
Thuis zag Babcock zijn broer weer die als genist aan het front was geweest. Zijn broer bleek mentaal getraumatiseerd door zijn oorlogservaringen. Babcock zelf maakte gedurende zijn opleiding mee dat een collega-soldaat zichzelf doodschoot nadat zijn kameraden erachter waren gekomen dat hij van Duitse afkomst was. Een andere maat stak zichzelf dood na de levensechte bajonettraining.

## Na de Eerste Wereldoorlog
In 1920 verhuisde Babcock naar de Verenigde Staten. Daar werd hij uiteindelijk in 1946 Amerikaans staatsburger na in het Amerikaanse leger gediend te hebben. Daarna werd hij elektricien. Op 65-jarige leeftijd behaalde hij zijn vliegbrevet. Toen hij 100 jaar werd schreef hij voor familie en vrienden een autobiografie: Ten Decades of John Foster Babcock. Babcock, die sinds 1932 in Spokane, Washington woonde, had in 2006 nog een goede conditie; hij liep elke dag een rondje door het park samen met zijn vrouw. Hij had zelfs nog toekomstplannen: naar de universiteit gaan.

## Familie
Babcock is tweemaal getrouwd geweest. In 1929 trouwde hij met Elsie Hope. Elsie stierf in 1976. Een paar jaar later hertrouwde Babcock met de 29 jaar jongere Dorothy. Hij had een zoon (Jack Jr), een dochter (Sandra), acht kleinkinderen en 5 achterkleinkinderen. Een van zijn kleinkinderen, Matt, heeft in Irak in het Amerikaanse leger gediend als tandarts. Zijn zus stierf in juli 2007 op 102-jarige leeftijd.

## Laatste Canadese veteraan
Na de dood van Dwight Wilson op 9 mei 2007 was Babcock de laatst levende Canadese veteraan die diende in de Eerste Wereldoorlog. Hij was daar erg trots op maar had er geen behoefte aan een staatsbegrafenis te krijgen. Een uitspraak van hem in dat verband is: "they should commemorate all of them, instead of just one." (ze moeten ze allemaal herdenken, in plaats van slechts één) Hij merkte ook op: "I'm sure that all the attention I'm getting isn't because of anything spectacular I've done. It's because I'm the last one" (Ik ben er zeker van dat alle aandacht die ik krijg niet is vanwege iets bijzonders dat ik heb gedaan. Het is omdat ik de laatste ben).
Op zijn 107e verjaardag kreeg Babcock veel aandacht van de Canadese bevolking. De plaatselijke coffeeshop in zijn geboorteplaats noemde een drank "The Jack" naar hem. De burgemeester van zijn geboorteplaats stuurde hem een verjaardagskaart. Hij kreeg zelfs een groet van Koningin Elizabeth over wie hij zei dat ze een "nice looking gal" (een goed uitziende meid) was. Er waren ook felicitaties van de Canadese premier Stephen Harper, gouverneur-generaal Michaëlle Jean en de Canadese minister van Buitenlandse Zaken Peter MacKay. Op diezelfde verjaardag ging hij naar zijn favoriete snackbar voor patat en hamburgers. Een van zijn cadeaus was een stropdas met een klaproos, het symbool voor de herdenking van de Eerste Wereldoorlog.
Op 6 maart 2008 moest hij een uitnodiging voor de opening een tentoonstelling in het Pentagon afslaan. Er waren foto's te zien van negen veteranen van de Eerste Wereldoorlog. Van de mensen op de foto's waren alleen hij en Frank Buckles nog in leven. Deze laatste was overigens wel bij de opening.
In 1946 had Babcock zijn Canadese nationaliteit moeten afstaan omdat dit land destijds geen dubbele nationaliteit accepteerde. Eind 2008 werd Babcock gevraagd of hij weer Canadees staatsburger wilde worden. Hij schreef vervolgens een verzoek daartoe aan de Canadese premier Stephen Harper. De aanvraag werd uiteraard geaccepteerd en met een officiële ceremonie te zijnen huize werd Babcock weer Canadees. Op 11 november 2008, tijdens de 90ste herdenking van het einde van de Eerste Wereldoorlog, riep hij het Canadese volk per video op de Eerste Wereldoorlog te blijven herdenken.
Babcock overleed op 18 februari 2010 aan de gevolgen van een longontsteking.